# Завязка (река)
Завязка (в верховье Большая Завязка) — река в России, протекает по Волгоградской области. Устье реки находится в 171 км по правому берегу реки Бузулук. Длина реки составляет 52 км, площадь водосборного бассейна 424 км².

## Данные водного реестра
По данным государственного водного реестра России относится к Донскому бассейновому округу, водохозяйственный участок реки — Бузулук, речной подбассейн реки — Хопёр. Речной бассейн реки — Дон (российская часть бассейна).
Код объекта в государственном водном реестре — 05010200412107000007651.